# Nemopalpus unicolor
Nemopalpus unicolor är en tvåvingeart som beskrevs av Edwards 1933. Nemopalpus unicolor ingår i släktet Nemopalpus och familjen fjärilsmyggor. Inga underarter finns listade i Catalogue of Life.